# Ausee Triathlon

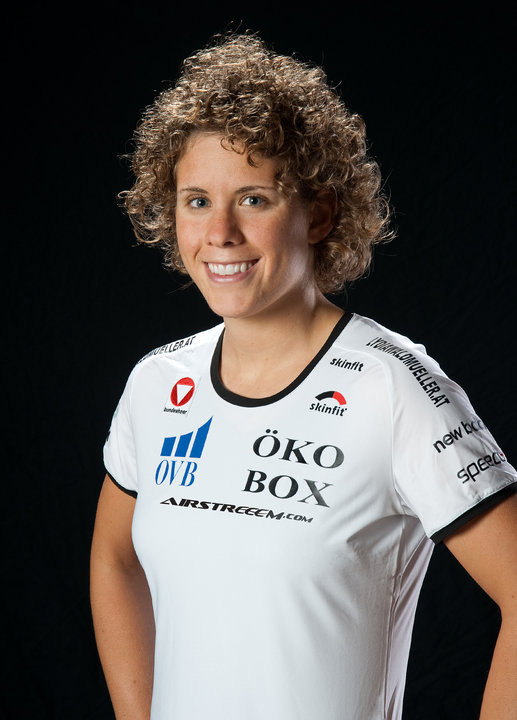
Lydia Waldmüller, Siegerin von 2012

Der Ausee Triathlon ist eine seit 1992 jährlich ausgetragene Triathlon-Sportveranstaltung am Ausee bei Blindenmarkt im Mostviertel im Bezirk Melk in Niederösterreich (Österreich).

## Organisation
Dieser Triathlon-Bewerb über die Sprintdistanz wird seit 1992 jährlich im August ausgetragen (1993 keine Veranstaltung). Veranstalter ist das Tria Team NÖ West.

Der Ausee Triathlon ist auch regelmäßig die Niederösterreichische Triathlon-Landesmeisterschaft, die österreichische Meisterschaft der Ärzte, die ASKÖ-Landesmeisterschaft sowie die ASKÖ Bundesmeisterschaft.
Im Sommer 2002 musste das Rennen wegen des Hochwassers auf September verschoben werden. Mit 400 gemeldeten Einzelstartern und 40 Staffeln war die Veranstaltung 2011 bereits Wochen zuvor ausverkauft. Von den schließlich 342 gestarteten Athleten erreichten 339 das Ziel.
2015 waren 319 Einzelstarter und 50 Staffeln am Start. Das Rennen wurde hier zuletzt am 15. August 2017 ausgetragen und die Ybbstalerin Victoria Schenk konnte zum fünften Mal in Folge die Frauenwertung für sich entscheiden.
Am 15. August 2018 war Ausee wieder Austragungsort der Niederösterreichischen Landesmeisterschaften Sprint-Triathlon.
Seit 2019 wird der Ausee Triathlon von Bestzeit Event & Sport organisiert. Am 15. August 2020 war hier die 28. Austragung.

## Streckenverlauf
Der Triathlon geht über die Distanzen 700 m Schwimmen, 20 km Radfahren und 5,1 km Laufen. Geschwommen wird eine Runde im Ausee, die Radstrecke geht über zwei Runden und die abschließende Laufstrecke über drei Runden um den Ausee.

## Ergebnisse
| N ° | Datum/Jahr    | Männer                 | Männer               | Männer               | Frauen               | Frauen                 | Frauen             |
| N ° | Datum/Jahr    | Erster Platz           | Zweiter Platz        | Dritter Platz        | Erster Platz         | Zweiter Platz          | Dritter Platz      |
| --- | ------------- | ---------------------- | -------------------- | -------------------- | -------------------- | ---------------------- | ------------------ |
| 30  | 15. Aug. 2022 | Peter Luftensteiner    | Klemens Oberleithner | Tobias Schiffer      |                      |                        |                    |
| 29  | 15. Aug. 2021 | Philip Pertl           | Lukas Pertl          | Tjebbe Kaindl        | Pia Totschnig        | Tanja Stroschneider    | Magdalena Früh     |
| 28  | 15. Aug. 2020 | Oliver Janny           | Klemen Bojanc        | Christoph Pölzgutter | Carolina Sandhofer   | Nicole Bauer           | Viktoria Kneissl   |
| 27  | 15. Aug. 2019 | Michael Weiss          | Nikolaus Wihlidal    | Roman Hintersteiner  | Anita Schoderbeck    | Ursula Kirchberger     | Viktoria Kneissl   |
| 26  | 15. Aug. 2018 | Nikolaus Wihlidal -5-  | Sebastian Czerny     | Roman Hintersteiner  | Jacqueline Kallina   | Carolina Sandhofer     | Ursula Kirchberger |
| 25  | 15. Aug. 2017 | Stefan Schweiger       | Julian Höllmüller    | Christian Bruckner   | Victoria Schenk -5-  | Michaela Rudolf        | Sabine Gastecker   |
| 24  | 15. Aug. 2016 | Dornik Domen           | Nikolaus Wihlidal    | Christoph Schöpf     | Victoria Schenk -4-  | Anna Pryzibilla        | Sabine Schöpf      |
| 23  | 15. Aug. 2015 | Nikolaus Wihlidal -4-  | Christoph Schöpf     | Wolfgang Mangold     | Victoria Schenk -3-  | Anna Pryzibilla        | Michaela Rudolf    |
| 22  | 15. Aug. 2014 | Wolfgang Mangold       | Nikolaus Wihlidal    | Norbert Dürauer      | Victoria Schenk -2-  | Nathalie Birli         | Lena Pernold       |
| 21  | 15. Aug. 2013 | Nikolaus Wihlidal -3-  | Wolfgang Mangold     | Tom Curtis           | Victoria Schenk      | Lena Pernold           | Jacqueline Kallina |
| 20  | 15. Aug. 2012 | Christian Birngruber   | Wolfgang Mangold     | Alexander Frühwirt   | Lydia Waldmüller     | Julia Hauser           | Victoria Schenk    |
| 19  | 15. Aug. 2011 | Nikolaus Wihlidal -2-  | Alexander Frühwirt   | Albuin Schwarz       | Bettina Zelenka -3-  | Daniela Rechberger     | Michaela Rudolf    |
| 18  | 15. Aug. 2010 | Nikolaus Wihlidal      | Wolfgang Mangold     | Peter Datzberger     | Bettina Zelenka -2-  | Simone Fürnkranz       | Michaela Rudolf    |
| 17  | 15. Aug. 2009 | Albuin Schwarz         | Nikolaus Wihlidal    | Wolfgang Mangold     | Lisa Perterer        | Bettina Zelenka        | Michaela Rudolf    |
| 16  | 15. Aug. 2008 | Alexander Frühwirt -4- | Albuin Schwarz       | Bernhard Keller      | Bettina Zelenka      | Simone Fürnkranz       | Michaela Rudolf    |
| 15  | 15. Aug. 2007 | Alexander Frühwirt -3- | Nikolaus Wihlidal    | Norbert König        | Michaela Reichör -3- | Bettina Zelenka        | Tamara Schöpf      |
| 14  | 2006          | Alexander Frühwirt -2- | Norbert König        | Bernhard Keller      | Anja Jedynak         | Sabine Gastecker       | Marion Bernhard    |
| 13  | 15. Aug. 2005 | Wolfgang Mangold       | Peter Hömöstrei      | Stefan Podany        | Lisa Hütthaler -2-   | Lydia Waldmüller       | Michaela Reichör   |
| 12  | 2004          | Alexander Krenn -3-    | Alexander Frühwirt   | Bernhard Hiebl       | Lisa Hütthaler       | Lydia Waldmüller       | Michaela Reichör   |
| 11  | 15. Aug. 2003 | Stefan Perg            | Bernhard Hiebl       | Alexander Krenn      | Carina Prinz         | Michaela Reichör       | Barbara Nissel     |
| 10  | 1. Sep. 2002  | Alexander Krenn -2-    | Alexander Frühwirth  | Christian Fridrik    | Michaela Reichör -2- | Johanna Breitenfellner | Claudia Weidekamm  |
| 9   | 2001          | Johannes Enzenhofer    | Stefan Perg          | Alexander Frühwirth  | Michaela Reichör     | Carina Wasle           | Sabine Kopinitz    |
| 8   | 2000          | Alexander Frühwirth    | Alexander Krenn      | Peter Schoissengeier | Petra Harangi        | Simone Raberger        | Martina Preißler   |
| 7   | 1999          | Alexander Krenn        | Michael Dimmel       | Dietmar Sternischa   | Tania Haiböck        | Ulrike Kurz            | Margit Scharmüller |
| 6   | 1998          | Adi Hanel              | Alexander Frühwirth  | Alex Spreitzer       | Simone Raberger      | Gabi Czech             | Sabine Winighofer  |
| 5   | 1997          | Alex Spreitzer -2-     | Alexander Frühwirth  | Claus Bader          | Karoline Mayer       | Tina Schwarz           | Tania Haiböck      |
| 4   | 1996          | Wolfgang Kattnig       | Johannes Reichör     | Alexander Frühwirth  | Birgit Grausenburger | Tania Haiböck          | Melanie Haissl     |
| 3   | 1995          | Alex Spreitzer         | Helfried Bauer       | Franz Freinberger    | Sabine Greipel       | Karoline Mayer         | Martina Preißler   |
| 2   | 1994          | Luis Wildpanner        | G. Bittermann        | Karl-Heinz Pils      | Marianne Schlager    | Annemarie Graf         | Regina Fanninger   |
| 1   | 1992          | Willi Wagner           | Ch. Holzschuh        | Peter Garschall      | Renate Hartmann      | –                      | –                  |

| ÖTRV Österreichische Triathlon-Staatsmeisterschaft auf der Sprintdistanz |

2000 wurde hier in Blindenmarkt auch die österreichische Triathlon-Staatsmeisterschaft auf der Kurzdistanz ausgetragen (1,5 km Schwimmen, 41 km Radfahren und 10 km Laufen).
| Datum/Jahr         | Männer              | Männer         | Männer                 | Frauen           | Frauen        | Frauen        |
| Datum/Jahr         | Erster Platz        | Zweiter Platz  | Dritter Platz          | Erster Platz     | Zweiter Platz | Dritter Platz |
| ------------------ | ------------------- | -------------- | ---------------------- | ---------------- | ------------- | ------------- |
| 27. Aug. 2000 (SM) | Johannes Enzenhofer | Norbert Domnik | Daniel Hechenblaickner | Jasmine Hämmerle | Erika Molnár  | Tania Haiböck |

| ÖTRV Österreichische Triathlon-Staatsmeisterschaft auf der Kurzdistanz |

SM – Staatsmeisterschaft
Parallel wird hier seit 2003 im Mai jährlich auch ein Duathlon veranstaltet.